# Nico Meerholz
Nico George Meerholz (* 23. Oktober 1959) ist ein ehemaliger südafrikanischer Badmintonspieler. 

## Karriere
Nico Meerholz nahm 1992 im Herrendoppel mit Anton Kriel und im Herreneinzel an Olympia teil. In beiden Disziplinen unterlag er jedoch gleich in seinem Auftaktmatch und wurde somit 17. bzw. 33 in der Endabrechnung. Im gleichen Jahr hatte die Paarung Meerholz und Kriel bereits die Afrikameisterschaft gewonnen. Weitere Siege bei den südafrikanischen Meisterschaften und den South Africa International schlagen in seiner Erfolgsbilanz ebenso zu Buche.

## Sportliche Erfolge
| Saison | Veranstaltung                 | Disziplin    | Platz | Name                            |
| ------ | ----------------------------- | ------------ | ----- | ------------------------------- |
| 1989   | Südafrikanische Meisterschaft | Herrendoppel | 1     | Kenneth Parsons / Nico Meerholz |
| 1990   | Südafrikanische Meisterschaft | Herrendoppel | 1     | Anton Kriel / Nico Meerholz     |
| 1991   | Südafrikanische Meisterschaft | Herrendoppel | 1     | Anton Kriel / Nico Meerholz     |
| 1992   | Afrikameisterschaft           | Herrendoppel | 1     | Anton Kriel / Nico Meerholz     |
| 1992   | Olympia                       | Herrendoppel | 17    | Nico Meerholz / Anton Kriel     |
| 1992   | Olympia                       | Herreneinzel | 33    | Nico Meerholz                   |
| 1992   | Südafrikanische Meisterschaft | Herrendoppel | 1     | Anton Kriel / Nico Meerholz     |
| 1993   | Südafrikanische Meisterschaft | Herrendoppel | 1     | Anton Kriel / Nico Meerholz     |
| 1994   | Südafrikanische Meisterschaft | Herrendoppel | 1     | Anton Kriel / Nico Meerholz     |
| 1997   | South Africa International    | Herrendoppel | 1     | Anton Kriel / Nico Meerholz     |
| 2000   | South Africa International    | Herrendoppel | 1     | Anton Kriel / Nico Meerholz     |
| 2000   | Südafrikanische Meisterschaft | Herrendoppel | 1     | Nico Meerholz / Anton Kriel     |